# Jean Pigozzi
Jean „Johnny“ Pigozzi (* 1952) je italský sběratel umění, fotograf a módní návrhář. Je dědicem generálního ředitele automobilové značky Simca a žije v Ženevě.

## Životopis
Pigozzi je „francouzský rodák z Itálie“. Narodil se v Paříži v roce 1952 a je synem Henriho Pigozziho, průmyslového magnáta v čele značky Simca automobile (vytvořené Fiatem) od července 1935 do května 1963. Pigozzi studoval na Harvardově univerzitě a poté pracoval pro Gaumont Film Company a 20th Century Fox.

## Umělecká kolekce
Pigozzi začal sbírat současné africké umění poté, co v roce 1989 navštívil výstavu „Magiciens de la Terre“ v Pompidou Center a Grande Halle de la Villette v Paříži. Od té doby společně s francouzským kurátorem André Magninem shromáždil největší soukromou sbírku současného afrického umění na světě. Je známá jako Sbírka současného afrického umění (CAAC – sbírka Pigozzi (www.caacart.com) a sídlí v Ženevě. Nemá stálé místo otevřené veřejnosti, ale předměty z této sbírky byly vystavovány ve více než šedesáti muzeích a uměleckých akcích po celém světě, například v Muzeu výtvarných umění v Houstonu; Grimaldiho fóru v Monaku; Národním muzeu afrického umění ve Washingtonu; Guggenheimovo muzeu ve španělském Bilbau; Pinacoteca Giovanni a Marella Agnelli v italském Turíně; Tate Modern v Londýně; Nadaci Cartier v Paříži, Paříž, Grand Palais v Paříži, Fond Louis Vuitton v Paříži, MoMA v NY, na Benátském bienále, Documenta, Cassel atd.
V roce 2006 založil také JaPigozzi Collection of Japanese Contemporary Collection (japigozzi.com) mladých japonských umělců.
V červenci 2019 Jean Pigozzi daroval MoMA 45 současných afrických uměleckých děl od těchto umělců: Frédéric Bruly Bouabré, Jean Depara, Romuald Hazoumè, Seydou Keita, Bodys Isek Kingelez, Abu Bakarr Mansaray, Moké, Ambroise Ngaimoko, Paramount Photographers Ltd a Chéri Samba.

## Fotografie
Pigozzi začal fotografovat v sedmi letech. Od té doby nikdy nepřestal fotografovat vše kolem sebe, což znamenalo přátele, psy, ledovce, autoportréty a celou řadu celebrit. Jeho první samostatná výstava fotografií byla v Musée d'art moderne v Paříži (1974). Jeho fotografie se od té doby vystavovaly po celém světě.

## Výstavy
- 1974: Musée d'Art Moderne, Paříž
- 1980: Light Gallery, New York
- 1991: Krátká návštěva planety Země, Gagosian Gallery, New York
- 2008: Pigozzi a Paparazzi, Nadace Helmuta Newtona, Berlín
- 2010: Festival Rencontres d'Arles, Francie
- 2010: Johnny Stop !, Gagosian Gallery, New York, 2010; Colette, Paříž, 2010; Galerie SEM-ART, Monako, 2012.
- 2010: Clic Gallery, St. Barths
- 2011: Pigozzi, STOP ! Jste příliš blízko, Muzeum multimediálního umění, Moskva
- 2012: Unseen International Art Fair, Galerie Alex Daniels-REFLEX, Amsterdam
- 2013: Johnnyho deník – Photographies de Jean Pigozzi, Galerie du Jour, Agnesb, Paříž
- 2013: Fotografie z krátkého filmu režiséra Bretta Ratnera k 100. výročí Vanity Fair.[6]
- 2014: My World, Jean Pigozzi, Ullens Center for Contemporary Art, Peking
- 2016: Johnny's Pool, Jean Pigozzi, Gagosian Gallery, New York City, 2016; Baker Museum, Neapol, Florida, 2016; Galerie Gmurzynska, St. Moritz, Švýcarsko, 2017; Helmut Newton Foundation, Berlín, Německo,
- 2017: Galerie Gmurzynska, St. Moritz (2017) a nadace Helmuta Newtona v Berlíně.
- 2018: Scai The Bathhouse, Tokio (2018), Immagis Fine Art Photography, Mnichov a Pilevneli Gallery, Istanbul

## Móda
V roce 2007 společnost Pigozzi vytvořila řadu oděvů a doplňků s jasnými barvami a potisky s názvem LimoLand, s úmyslem navrhnout oblečení pro ty, kteří žijí ve smyslu „Live to Create“. Je také kreativním ředitelem značky. Od roku 2010 byla společnost LimoLine prodávána v luxusních obchodních domech, jako jsou Bloomingdale's, Barneys New York, Bergdorf Goodman a Nordstrom a v New Yorku měla butik. Pigozzi kreslí náčrtky a zadává technické aspekty designu a tvorby své řady.